# كسر الزج
كسر الزُّج (بالإنجليزية: Olecranon fracture)‏ هو كسر في النتوء العظمي من المرفق. هذه الإصابة شائعة نسبيًا، وتحدث غالبًا بعد السقوط أو نتيجة رضة مباشرة في المرفق. الزُّج هو الطرف القريب للزند، والذي يرتبط بالعضد مشكلًا جزءًا من مفصل المرفق، فيجعله موقعه أكثر عرضة للإصابات المباشرة.

## العلامات والأعراض
المُصابون بكسور الزج يعانون من ألمٍ شديد في المرفق بعد السقوط أو صدمة مباشرة. يلاحظ وجود تورم في موقع الكسر وعجز في بسط مفصل المرفق. قد يؤدي هذا الكسر إلى تشوش الحس في البنصر والخنصر نتيجة قرب الزج من العصب الزندي. يمكن استشعار فجوة ملموسة في موقع الكسر عند فحصه طبيًا.

## آلية الحدوث
كسور الزج شائعة، وعادة ما تحدث بسبب ارتطامات مباشرة على الكوع (مثل حوادث السيارات) أو نتيجة السقوط وقت انقباض العضلة ثلاثية الرؤوس. يشمل ذلك إصابة "الضربة الجانبية"، والتي تحدث عند قيادة مركبة مع بروز الكوع إلى الخارج مستندًا على حافة نافذة مفتوحة.
الصدمة المباشرة: يمكن أن تحدث هذه الإصابة عند السقوط والارتطام بالكوع أو عند التعرض لضربة من جسم صلب، وغالبًا ما تؤدي الصدمة المباشرة إلى كسور مفتتة في الزج.
الصدمة غير المباشرة: تحدث عند السقوط والارتكاز على الذراع الممدودة.
يمكن أن يؤدي الشد القوي للعضلة ثلاثية الرؤوس إلى كسورٍ قلعيَّة.

## التشخيص

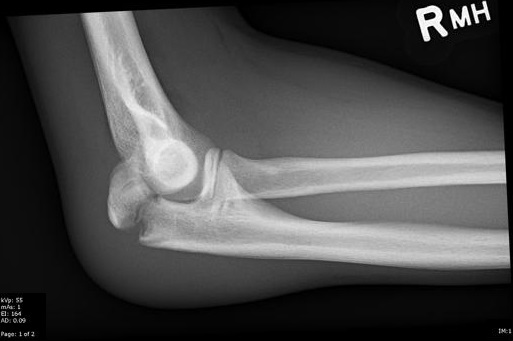
كسر الزج.

لتقييم كسر الزج يُفحص الجلد فحصًا دقيقًا للتأكد من عدم وجود كسر مفتوح، ثم يُجرى فحص عصبي كامل للطرف العلوي. عادةً ما تُجرى فحوصات بالأشعة السينية الأمامية والجانبية للكوع للتحقق من احتمال وجود كسر في الزج. تعد الأشعة السينية الجانبية الحقيقية ضرورة لتحديد نمط الكسر، ودرجة الإزاحة، والتفتت، ومدى تأثر سطح المفصل.

## الانتشار
يندر حدوث كسر الزج بين الأطفال حيث يشكل فقط من 5 إلى 7% من جميع كسور الكوع. ويرجع ذلك إلى أن الزج سميكٌ وقصيرٌ وأقوى بكثير من الطرف السفلي لعظمة العضد في مرحلة الطفولة، ولكن تشيع كسور الزج بين البالغين، ويرجع ذلك جزئيًا إلى موقعه المكشوف عند طرف الكوع.[بحاجة لمصدر]